# Elizabeth Quinn
Elizabeth Quinn (Port Jervis, 1948) è un'attrice statunitense, membro della comunità sorda.
Ha recitato nella produzione originale londinese di Figli di un dio minore (1981), per cui ha vinto il Laurence Olivier Award alla miglior attrice.

## Filmografia

### Cinema
- Amore e morte a Long Island (Love and Death on Long Island), regia di Richard Kwietniowski (1997)

### Televisione
- Mary Benjamin - serie TV, un episodio (1981)
- Waking the Dead - serie TV, 2 episodi (2004)